# پرایم اوییشن
پرایم اوییشن (به انگلیسی: Prime Aviation) یک شرکت هواپیمایی است.
دفتر مرکزی پرایم اوییشن در شهر آلماتی کشور قزاقستان واقع شده‌است و قطب این شرکت هواپیمایی در فرودگاه بین‌المللی آلماآتی قرار دارد.